# Валкський край
Валкський край (латис. Valkas novads) — адміністративно-територіальна одиниця Латвійської Республіки. Розташований у північній частині країни, в історичному регіоні Ліфляндія. Адміністративний центр — Валка. Створений 2009 року. Площа — 908 км². Населення — 7596 осіб (2021). До складу краю входять 1 місто і 5 волостей.
При адміністративній реформі 2021 року не зазнав змін.

## Населення
Національний склад краю за результатами перепису населення Латвії 2011 року.
| Національність | К-сть | % |
| -------------- | ----- | - |